# Begonia wadei
Begonia wadei là một loài thực vật có hoa trong họ Thu hải đường. Loài này được Merr. & Quisumb. mô tả khoa học đầu tiên năm 1932.